# Corydalis capitata
Corydalis capitata är en vallmoväxtart som beskrevs av X. F. Gao, Lidén, Y. L. Peng och Y. W. Wang. Corydalis capitata ingår i släktet nunneörter, och familjen vallmoväxter. Inga underarter finns listade i Catalogue of Life.